# Gallinula pacifica
Galinha-d'água-de-samoa ou galinha-de-água-da-samoa (Gallinula pacifica) é uma espécie de ave da família dos ralídeos possivelmente extinta. É endêmica da ilha Savai'i, a maior ilha de Samoa.